# Kandidát na prezidenta
Kandidát na prezidenta je v politice osoba, která se rozhodla ucházet o úřad prezidenta, splnila zákonné podmínky a učinila požadované kroky. V užším slova smyslu se za prezidentského kandidáta považuje nominant na úřad prezidenta státu. Kritéria podání kandidatury, registraci, obvykle upravuje legislativa, včetně podmínek volitelnosti.

## Česká republika
V České republice jsou podmínky kandidatury pro prezidentskou volbu upraveny § 21 zákona o volbě prezidenta republiky. Kandidátní listinu je oprávněno podat alespoň 20 poslanců či 10 senátorů nebo státní občan České republiky, jenž dosáhl věku 18 let. Návrh občana vyžaduje podporu minimálně 50 000 oprávněných voličů formou petice a musí být podán alespoň 66 dnů před samotnou volbou. Kandidátem se může stát státní občan České republiky, s právem volit, a jenž dosáhl věku 40 let.

## Spojené státy americké
Ve Spojených státech je za prezidentského kandidáta považována osoba vybraná delegáty na celonárodním stranickém sjezdu, konventu, před všeobecnými listopadovými volbami.

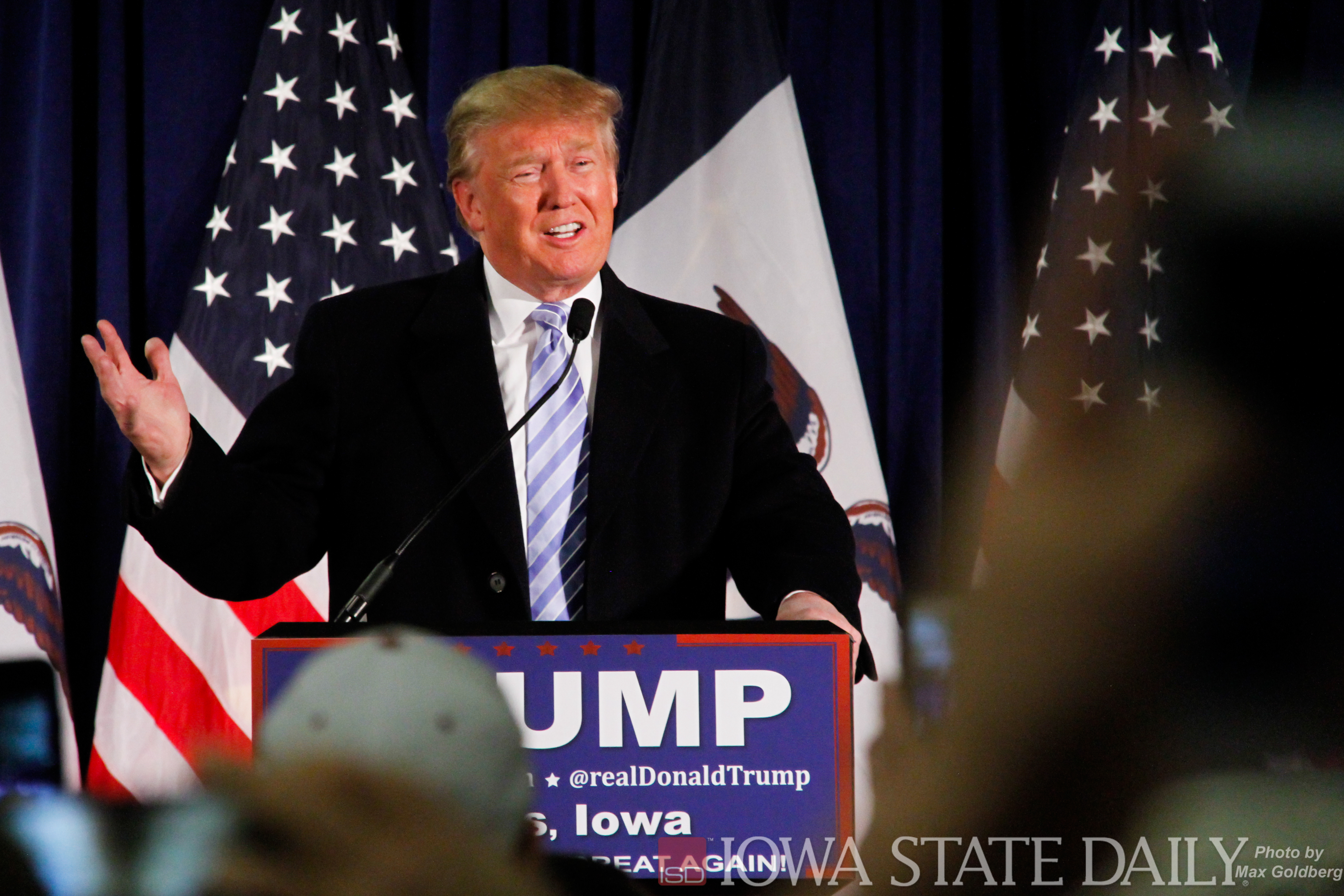
V amerických prezidentských volbách 2016 se po květnové výhře v indianských primárkách stal Donald Trump „předpokládaným kandidátem“ republikánů, když jej tak označili masmédia i šéf celostátního stranického výboru Priebus

 Jako předpokládaný kandidát (presumptive nominee) je v amerických prezidentských volbách označována osoba, jež si zajistila stranickou nominaci, ale stále nedošlo k jejímu formálnímu potvrzení na nominačním celonárodním konventu. Strana jednoho ze svých nominantů začne považovat za předpokládaného kandidáta obvykle ve chvíli, kdy jeho poslední hlavní soupeři ukončili kampaň, nebo si v primárkách matematicky zajistil první místo za všech okolností. Přesto vždy existuje prostor k interpretacím daného stavu. Nominant tak v primárkách a kaukusech mohl dosáhnout kandidatury ziskem prosté většiny delegátů (více než 50 %), ještě před konventem. V daném období jej média označují za předpokládaného kandidáta, což představuje posun od užití termínu „vedoucí kandidát“ (front-runner). Změna je vnímána jako významný faktor průběhu voleb. Poražení kandidáti po odstoupení z primárek často vyzvou jimi získané delegáty, aby hlasovali podle vlastního uvažení. Tito delegáti pak nezřídka vyjadřují podporu předpokládanému kandidátu, který má také tendenci vybrat si nominanta na úřad viceprezidenta ještě před zahájením sjezdu. V minulosti tento výběr prováděl samotný konvent.